# Protosmia exenterata
Protosmia exenterata är en biart som först beskrevs av Pérez 1896.  Protosmia exenterata ingår i släktet Protosmia och familjen buksamlarbin. Inga underarter finns listade i Catalogue of Life.